# Lenny Clarke
Lenny Clarke (Cambridge, 16 settembre 1953) è un attore statunitense.

## Carriera
Clarke è nato a Cambridge, Massachusetts, il 16 settembre 1953. Nei suoi primi anni di vita, ha frequentato la Cambridge Latin High School (CHLS) diplomandosi nel 1972, ha anche frequentato il college presso l'Università del Massachusetts Boston laureandosi nel 1979. Lenny Clarke era un candidato al Consiglio comunale di Cambridge nel 1975, tentò anche di fare campagna per diventare sindaco.
Clarke ha recitato nella sitcom di breve durata Lenny, e in serie come Contest Searchlight, The Job, The John Larroquette Show e It's All Relative e in film come Monument Ave., L'amore in gioco e Southie. Dal 2004 al 2011, Clarke ha un ruolo ricorrente nella serie Rescue Me.

## Filmografia parziale

### Cinema
- Ladri per amore (Two If by Sea), regia di Bill Bennet (1996)
- Piacere, Wally Sparks (Meet Wally Sparks), regia di Peter Baldwin (1997)
- Tutti pazzi per Mary (There's Something About Mary), regia di Peter e Bobby Farrelly (1998)
- Il giocatore - Rounders (Rounders), regia di John Dahl (1998)
- Io, me & Irene (Me, Myself & Irene), regia di Peter e Bobby Farrelly (2000)
- Lo scroccone e il ladro (What's the Worst That Could Happen?), regia di Sam Weisman (2001)
- Moonlight Mile - Voglia di ricominciare (Moonlight Mile), regia di Brad Silberling (2002)
- Fratelli per la pelle (Stuck on You), regia di Peter e Bobby Farrelly (2003)
- Lemony Snicket - Una serie di sfortunati eventi (Lemony Snicket's A Series of Unfortunate Events), regia di Brad Silberling (2004)
- L'amore in gioco (Fever Pitch), regia di Peter e Bobby Farrelly (2005)
- Boston Streets (What Doesn't Kill You), regia di Brian Goodman (2008)
- Colpi da maestro (Here Comes the Boom), regia di Frank Coraci (2012)
- Ted 2, regia di Seth McFarlane (2015)
- Ghostbusters, regia di Paul Feig (2016)
- Stronger - Io sono più forte (Stronger), regia di David Gordon Green (2017)
- Halloween Kills, regia di David Gordon Green (2021)

### Televisione
- Lenny – serie TV, 16 episodi (1990-1991)
- Love Boat - The Next Wave – serie TV, un episodio (1998)
- Il tocco di un angelo (Touched by an Angel) – serie TV, un episodio (1999)
- Settimo cielo (7th Heaven) – serie TV, un episodio (2002)
- It's All Relative – serie TV, 22 episodi (2003-2004)
- Rescue Me – serie TV, 53 episodi (2004-2011)
- Til Death - Per tutta la vita ('Til Death) – serie TV, un episodio (2010)
- Burn Notice - La caduta di Sam Axe (Burn Notice: The Fall of Sam Axe), regia di Jeffrey Donovan (2011)
- Are You There, Chelsea? – serie TV, 9 episodi (2012)
- Le idee esplosive di Nathan Flomm (Clear History), regia di Greg Mottola – film TV (2013)
- Sirens – serie TV, 7 episodi (2014-2015)
- SMILF – serie TV, 2 episodi (2019)

## Doppiatori italiani
Nelle versioni in italiano delle opere in cui ha recitato, Lenny Clarke è stato doppiato da:
- Fabrizio Temperini in Lenny (1a voce)
- Gianni Bersanetti in Lenny (2a voce)
- Sandro Sardone in Ladri per amore
- Emidio La Vella in Tutti pazzi per Mary
- Claudio Fattoretto ne Il giocatore - Rounders
- Dario Penne in Lo scroccone e il ladro
- Roberto Stocchi in It's All Relative
- Emilio Cappuccio in Rescue Me
- Toni Orlandi ne L'amore in gioco
- Luca Biagini in Are You There, Chelsea?
- Paolo Marchese in Stronger - Io sono più forte